# 渡島信用金庫
渡島信用金庫（おしましんようきんこ、英語：Oshima Shinkin Bank）は北海道茅部郡森町に本店を置く信用金庫である。北海道最古の金融機関でもある。

## 概要
森町に本店を置き、主に渡島管内北部と東部を中心に営業活動を行なっている。なお木古内町以西は営業エリアに含まれない。檜山管内ではせたな町と今金町で営業活動を行なっている。
地方自治体の指定金融機関としては森町・鹿部町・せたな町の3町が当金庫を指定しており、函館市は道南うみ街信用金庫と共に指定代理金融機関としている。
不良債権の償却等で2008年（平成20年）3月期決算にて経常損失18億1,500万円となり、自己資本比率は11.15%まで低下した。その後2013年3月期決算では7.39%まで低下したものの、着実な内部留保の蓄積により、2019年9月末時点では10.50%まで回復している。
創立100周年記念事業の一環として営業エリアを拡大、道央圏に進出し札幌支店を2010年（平成22年）10月12日にオープンした。

## 沿革
- 1911年5月 - 有限責任森村信用組合として設立。
- 1933年2月 - 保証責任森町信用組合に改組。
- 1943年11月 - 森町信用組合に改組。
- 1949年11月 - 渡島信用組合に名称変更。
- 1951年10月 - 信用金庫法により渡島信用金庫に改組。
- 2019年10月1日 - 北海道銀行とのATM相互無料提携を開始[3][4]。